# 1989 en handball
| Années du handball : 1986 - 1987 - 1988 - 1989 - 1990 - 1991 - 1992    |
| Décennies du handball : 1950 - 1960 - 1970 - 1980 - 1990 - 2000 - 2010 |

Cet article présente les faits marquants de l'année 1989 en handball.

## Par mois
- du 15 au 26 février, Championnat du monde masculin B : l'Islande s'impose en finale 29 à 26 face à la Pologne. La France termine à la 5e place, synonyme de participation au Championnat du monde 1990 où elle obtiendra sa qualification pour les Jeux olympiques de Barcelone.
- 1er mai, finale retour de la Coupe des clubs champions féminine : le club autrichien d’Hypo Niederösterreich met fin à la domination du club soviétique du Spartak Kiev, vainqueur de 13 des 19 éditions précédentes dont les 4 dernières.
- 6 mai, finale retour de la Coupe d'Europe des vainqueurs de coupe masculine : pour la première fois, un club de handball français, l'US Créteil, atteint une finale de coupe d'Europe mais est battu par le club ouest-allemand du TUSEM Essen.
- 21 mai, finale retour de la Coupe des clubs champions masculine : le club soviétique du SKA Minsk remporte son deuxième titre en trois ans grâce à sa victoire 37 à 23.
- du 17 au 27 juillet : les tournois masculin et  féminin du Championnat d'Afrique des nations ont lieu en Algérie. Chez les hommes, l'Algérie remporte son cinquième titre consécutif tandis que chez les femmes, c'est la première victoire pour l'Angola

## Par compétitions

### Championnat du monde B masculin
|                           | Nation   |
| ------------------------- | -------- |
| Médaille d'or, monde      | Islande  |
| Médaille d'argent, monde  | Pologne  |
| Médaille de bronze, monde | Roumanie |

Véritable division 2 du handball mondial, les meilleures équipes du Championnat du monde B obtenaient ainsi leurs billets pour le Championnat du monde A ou, comme ici, pour les Jeux olympiques, tandis que les moins bonnes équipes européennes étaient reléguées dans le Championnat du monde C.
Le Championnat du monde B a eu lieu du 15 au 26 février en France. C'est la 7e édition de cette épreuve.
Véritable division 2 du handball mondial, les meilleures équipes du Championnat du monde B obtenaient ainsi leurs billets pour le Championnat du monde A tandis que les moins bonnes équipes étaient reléguées dans un Championnat du monde C qui a existé entre 1976 et 1990.
Seize équipes ont participé à la compétition qui a été remportée par la Islande, vainqueur 29 à 26 de la Pologne en finale.
La France termine à la 5e place, synonyme de participation au Championnat du monde 1990 où elle obtiendra sa qualification pour les Jeux olympiques de Barcelone.

### Championnats d'Afrique des nations
|                             | Hommes  | Femmes        |
| --------------------------- | ------- | ------------- |
| Médaille d'or, Afrique      | Algérie | Angola        |
| Médaille d'argent, Afrique  | Égypte  | Côte d'Ivoire |
| Médaille de bronze, Afrique | Tunisie | RP Congo      |

La 7e édition des Championnats d'Afrique des nations a eu lieu du 17 au 27 juillet en Algérie, principalement dans la Salle Harcha Hassen à Alger. Le tournoi réunit les meilleures équipes de handball en Afrique.
Dans le tournoi masculin,  bien que les forfaits du Nigeria et du Tchad aient perturbé le calendrier de la compétition, l'Algérie s'impose en finale 18 à 17 face à l'Égypte tandis que la Tunisie glane la médaille de bronze. L'Algérie remporte son 5e titre consécutif de champion d'Afrique et obtient à cette occasion sa qualification pour le championnat du monde 1990.
Dans le tournoi féminin, l'Angola remporte son premier titre dans la compétition en s'imposant en finale face à la Côte d'Ivoire, tenant du titre, et se qualifie pour le championnat du monde 1990. Les Congolaises ont pris la troisième place

### Championnats d'Asie
|                          | Hommes       | Femmes       |
| ------------------------ | ------------ | ------------ |
| Médaille d'or, Asie      | Corée du Sud | Corée du Sud |
| Médaille d'argent, Asie  | Japon        | Chine        |
| Médaille de bronze, Asie | Koweït       | Japon        |

Les Championnats d'Asie ont eu lieu à Pékin (Chine) du 18 août au 1er septembre. Le tournoi réunit les meilleures équipes de handball en Asie.
La cinquième édition du tournoi masculin (en) est disputé par neuf équipes et est une nouvelle fois remporté par la Corée du Sud, devançant le Japon et le Koweït. La Corée du Sud étant déjà qualifiée pour les Championnat du monde 1990 grâce à sa deuxième place aux Jeux olympiques, c'est le Japon qui récupère la qualification continentale octroyée à l'Asie.
Dans la deuxième édition tournoi féminin (en), la Corée du Sud remporte nettement tous ses matchs dans la compétition (différence de buts de +18 en moyenne), s'imposant 29-24 lors de la dernière journée face à la Chine qui termine ainsi deuxième. Le Japon complète le podium. La Corée du Sud étant déjà qualifiée pour les Championnat du monde 1990 en tant que pays hôte (et champion olympique), c'est la Chine qui récupère la qualification continentale octroyée à l'Asie.

### Championnat panaméricain féminin
|                              | Nation     |
| ---------------------------- | ---------- |
| Médaille d'or, Amérique      | Canada     |
| Médaille d'argent, Amérique  | États-Unis |
| Médaille de bronze, Amérique | Brésil     |

La 5e édition du Championnat panaméricain s'est déroulé à Colorado Springs, aux États-Unis, du 14 au 16 septembre avec quatre équipes seulement.
La compétition est remportée par le Canada pour une meilleure différence de but que les États-Unis, les deux équipes ayant fait match nul (18-18). Les Canadiennes sont ainsi qualifiées pour le Championnat du monde 1990 tandis que les Américaines et les Brésiliennes, troisièmes, obtiennent une place au Championnat du monde B 1989.

### Championnats du monde junior
|                           | Hommes           | Femmes           |
| ------------------------- | ---------------- | ---------------- |
| Médaille d'or, monde      | Yougoslavie      | Union soviétique |
| Médaille d'argent, monde  | Espagne          | Corée du Sud     |
| Médaille de bronze, monde | Union soviétique | Bulgarie         |

L'édition 1989 (pl) du Championnat du monde junior masculin a eu lieu du 13 au 24 septembre en Espagne. Comme deux ans plus tôt, le groupe II du tour principal est dominé par les Yougoslaves et le Soviétiques qui s'opposent lors du dernier match de poule mais cette fois, c'est bien l'URSS qui s'impose de trois buts (22-19) et se qualifie pour la finale. Le groupe I du tour principal est beaucoup plus serré mais les Espagnols, à domicile, tirent à nouveau leur épingle du jeu. Mais en finale, les douze buts de Talant Douïchebaïev (future star du handball mondial... qui sera naturalisé espagnol six ans plus tard) permettent aux Soviétiques de reprendre leur titre. Le match pour la troisième place s'est conclu par la courte victoire de la Yougoslavie aux dépens de l'Allemagne de l'Ouest (23-22). Quant aux Bleuets de Jackson Richardson et Stéphane Stoecklin, la sixième place est le meilleur résultat jamais obtenu par une équipe de France de handball.
L'édition 1989 (en) du Championnat du monde junior féminin a eu lieu du 22 septembre au 1er octobre au Nigeria. La URSS remporte son sixième titre consécutif dans la compétition en battant en finale la Corée du Sud qui confirme les excellents résultats de l'équipe senior. En revanche, la troisième place de la Bulgarie est plus surprenant tant cette nation n'a pas l'habitude de faire de grands résultats.

### Championnat panaméricain masculin
|                              | Nation     |
| ---------------------------- | ---------- |
| Médaille d'or, Amérique      | Cuba       |
| Médaille d'argent, Amérique  | Brésil     |
| Médaille de bronze, Amérique | États-Unis |

La 5e édition du Championnat panaméricain s'est déroulé à Pinar del Río, à Cuba, du 24 au 30 octobre.
Les six équipes qualifiées s'opposent sous forme de mini-championnat et à domicile, Cuba lève l'affront des Jeux panaméricains de 1987 (en) — les États-Unis l'avaient privé des Jeux olympiques — en corrigeant 22 à 9 les Américains lors de la dernière journée. Le Brésil, battu en ouverture par Cuba mais ensuite vainqueur des États-Unis, termine à la deuxième place.
Cuba l'emporte ainsi pour la 5e fois en cinq éditions et obtient ainsi sa qualification pour le Championnat du monde 1990.

### Championnat du monde B féminin
|                           | Nation               |
| ------------------------- | -------------------- |
| Médaille d'or, monde      | Allemagne de l'Ouest |
| Médaille d'argent, monde  | Suède                |
| Médaille de bronze, monde | Allemagne de l'Est   |

Véritable division 2 du handball mondial, les meilleures équipes du Championnat du monde B obtenaient ainsi leurs billets pour le Championnat du monde A tandis que les moins bonnes équipes européennes étaient reléguées dans le Championnat du monde C.
Le Championnat du monde B 1989 (pl) a eu lieu du 1er au 10 décembre au Danemark. 
L'Allemagne de l'Ouest remporte la compétition en s'imposant 20 à 18 face la Suède, l'Allemagne de l'Est terminant troisième.
Pas moins de neuf équipes obtiennent à cette occasion leur qualification pour le Championnat du monde 1990 et, dans un match pour la 9e place très disputé face à la Tchécoslovaquie, la France s'impose 5 à 4 à l’issue des tirs au but, les deux équipes n'ayant pu se départager à l'issue de deux prolongations (20-20, 23-23, 25-25) : la France disputera le Mondial 1990 tandis que la Tchécoslovaquie, vice-championne du monde en 1986, et la Hongrie, vice-championne du monde en 1982, sont relégués dans le Championnat du monde C 1990.

## Meilleurs handballeurs de l'année 1989
Contrairement à ce qu'annonce l'IHF, il n'y a pas eu d'élection du joueur et de la joueuse de handball de l'année 1989 puisque les Sud-coréens Kim Hyun-mee et Kang Jae-won ont été élus pour 1988, année où ont été disputés les Jeux olympiques.

## Bilan de la saison 1988-1989 en club

### Coupes d'Europe (clubs)
| Compétition                        | Vainqueur             | Finaliste        | Score   |
| ---------------------------------- | --------------------- | ---------------- | ------- |
| C1 : Coupe des clubs champions     | Hypo Niederösterreich | Spartak Kiev     | 37 – 33 |
| C2 : Coupe des vainqueurs de coupe | CS Știința Bacău      | Kouban Krasnodar | 47 – 44 |
| C3 : Coupe de l'IHF (de)           | CS Oltchim Vâlcea     | Eglė Vilnius     | 47 – 44 |

| Compétition                        | Vainqueur       | Finaliste           | Score   |
| ---------------------------------- | --------------- | ------------------- | ------- |
| C1 : Coupe des clubs champions     | SKA Minsk       | Steaua Bucarest     | 61 – 53 |
| C2 : Coupe des vainqueurs de coupe | TUSEM Essen     | US Créteil          | 35 – 33 |
| C3 : Coupe de l'IHF                | TuRu Düsseldorf | ASKV Francfort/Oder | 32 – 30 |

### Saison 1988-1989 en France
| Compétition                 | Vainqueur              | Second                 | Score                  |
| --------------------------- | ---------------------- | ---------------------- | ---------------------- |
| Championnat de France masc. | US Créteil (1)         | USAM Nîmes             | /                      |
| Coupe de France masc.       | US Créteil (1)         | USAM Nîmes             | 13 – 11                |
| Championnat de France fém.  | ASPTT Metz             | USM Gagny 93           | /                      |
| Coupe de France fém.        | Pas de coupe de France | Pas de coupe de France | Pas de coupe de France |

## Naissances
Parmi les joueurs et joueuses né(e)s en 1989, on trouve notamment :
- 10 janvier :  Kristian Bjørnsen
- 6 mars :  Victoria Jilinskaïté
- 22 mars :  Patrick Wiencek
- 4 avril :  Dean Bombač
- 2 mai :  Allison Pineau
- 29 juin :  Isabelle Gulldén
- 1er juillet :  Cléopâtre Darleux
- 4 juillet :  Patrick Groetzki
- 23 juillet :  Kim Ekdahl du Rietz
- 6 septembre :  Audrey Deroin
- 30 août :  Jesper Nielsen
- 18 octobre :  Sandra Toft
- 15 novembre :  Staš Skube
- 13 décembre :  Nerea Pena
- 26 décembre :  Diego Simonet